# 2 Pułk Piechoty KOP

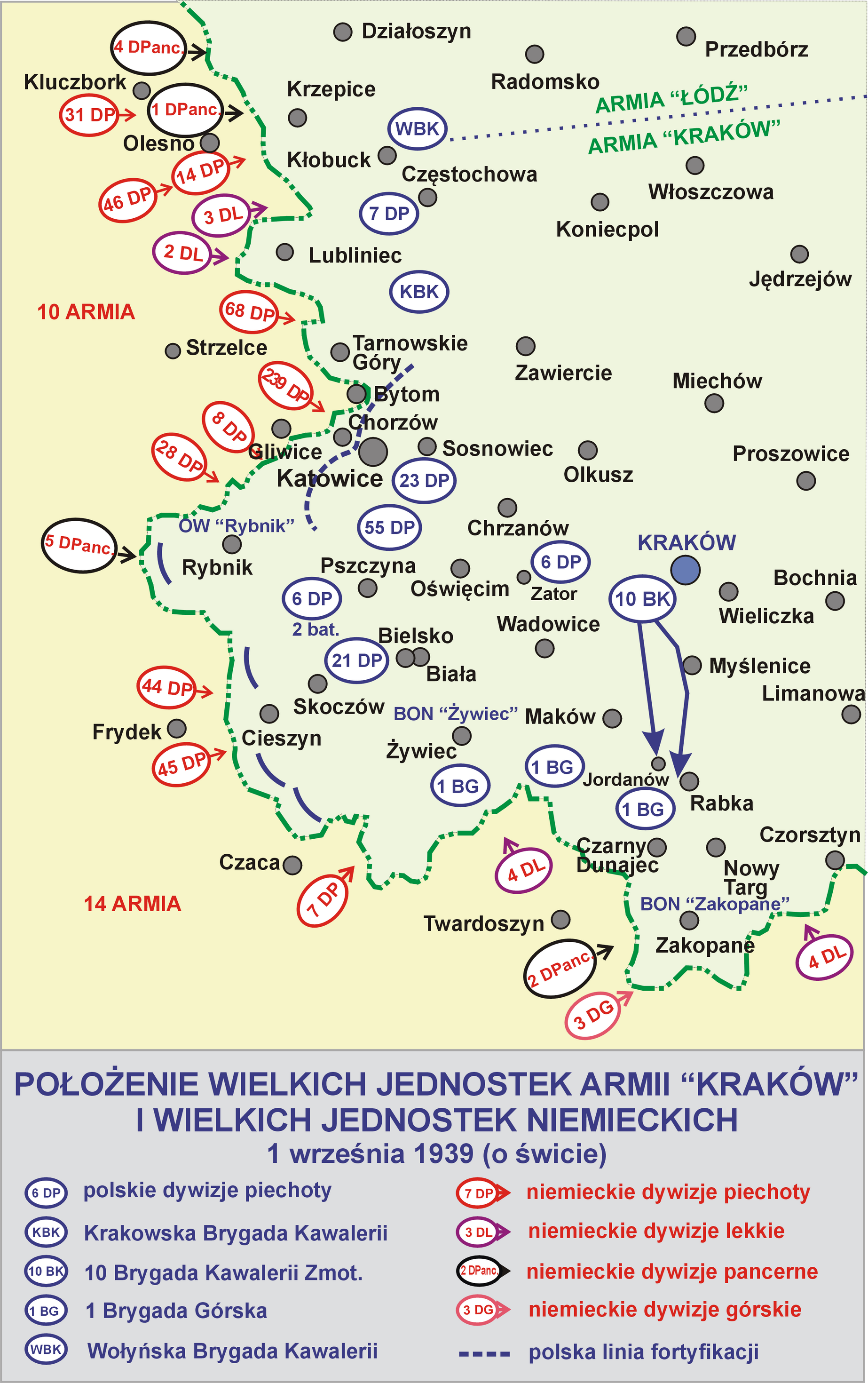
Pułk walczył w składzie 1 Brygady Górskiej

2 Pułk Piechoty KOP (2 pp KOP) 2 Pułk Strzelców Górskich (2 psg) – oddział piechoty Korpusu Ochrony Pogranicza.
Jednostka sformowana została wiosną 1939 z trzech odwodowych batalionów KOP należących do pułków: „Wołożyn”, „Głębokie” i „Wilejka”. W marcu 1939 zmobilizowany został batalion KOP „Berezwecz”, a w kwietniu batalion KOP „Wilejka” i batalion KOP „Wołożyn”. Wszystkie pododdziały przegrupowane zostały do rejonu działania Armii „Kraków” z zadaniem zamknięcia przejść karpackich do Żywca (bataliony „Berezwecz” i „Wilejka”) i Suchej (batalion „Wołożyn”). Dowództwo pułku KOP „Wołożyn” po przybyciu do Żywca zostało przemianowane na dowództwo 2 pułku piechoty KOP.
10 lipca podporządkowany został dowódcy pododcinka Nr 1 „Sucha”, który w sierpniu przemianowany został na 1 Brygadę Górską Strzelców. Z chwilą ogłoszenia mobilizacji powszechnej oddział przemianowany został na 2 Pułk Górskich Strzelców. W dniu 1 września 1939, przed godziną piątą, na posterunku na Pilsku poległ kapral Bacza jako pierwszy z 2  Pułku. 

## Organizacja i obsada personalna pułku we wrześniu 1939
Dowództwo

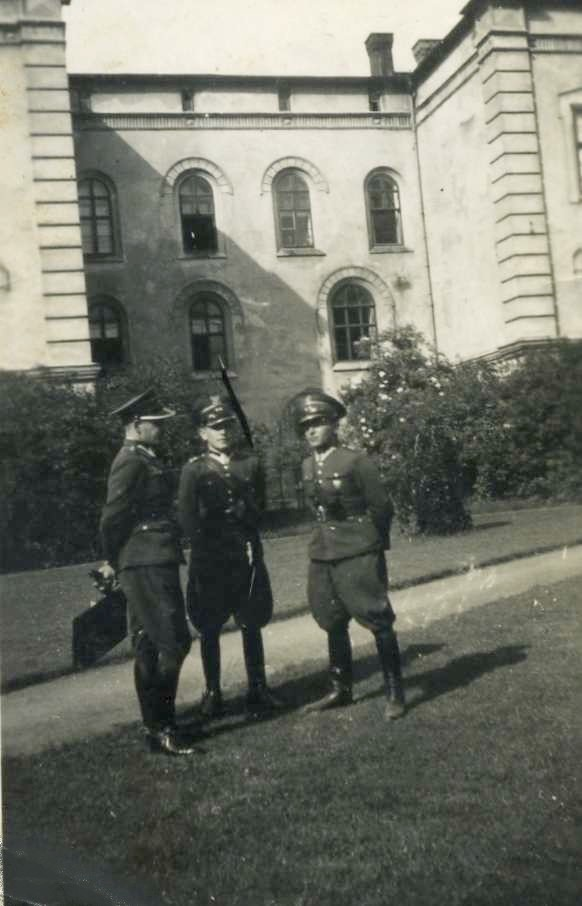
Oficerowie pułku przed Pałacem Habsburgów w Żywcu – siedzibą sztabu pułku

- dowódca pułku – ppłk piech. Jan II Rogowski
- I adiutant – kpt. piech. Stanisław Michułka[a]
- II adiutant – por. Janusz Chyczewski
- oficer informacyjny – ppor. piech. rez. Romuald Dziedziuk †1940 Katyń[5]
- kwatermistrz – kpt. Rudolf Tadeusz Weber †1940 Katyń[6]
- oficer płatnik – kpt. Grzegorczyk
- lekarz – kpt. lek. dr Władysław Węgrzynowski

I batalion (batalion KOP „Berezwecz”)
- dowódca – mjr Kazimierz Czarkowski[b]
- zastępca dowódcy – kpt. Zygmunt Józef Wajdowicz †1940 Charków[7]
- adiutant – por. st. spocz. Bohdan Beuth
- oficer łączności – por. piech. Stanisław Mazur[c] †1940 Katyń[9]
- oficer płatnik – ppor. rez. Stańczyk
- kwatermistrz – kpt. Władysław Majcher
- dowódca 1 kompanii strzeleckiej – kpt. Aleksander II Chrzanowski[d]
- dowódca 2 kompanii strzeleckiej – kpt. Tadeusz Kade[e]
- dowódca 3 kompanii strzeleckiej – por. piech. Antoni Łobacz †1940 Charków[10]
- dowódca 1 kompanii ckm – kpt. piech. Mikołaj Krzyński †1940 Charków[11]
- dowódca IV plutonu 1 kompanii ckm - ppor. rez. Antoni Julian Anioł †1940 Charków[12]

II batalion (batalion KOP „Wilejka”)
- dowódca – mjr Wacław Kuferski
- kwatermistrz – kpt. Józef Wiertelak
- adiutant – kpt. Józef Łubnicki[f]
- lekarz – kpt. lek. rez. Wacław Rzęczycki, sierż. pchor. Stanisław Szczepanek
- dowódca plutonu łączności – por. Franciszek Antczak
- dowódca 4 kompanii strzeleckiej – por. Franciszek Wojtowicz (†19 IX 1939)
- dowódca 5 kompanii strzeleckiej – por. Piotr Kuziel
- dowódca 6 kompanii strzeleckiej – kpt. Józef Łubnicki (?)
  - dowódca I plutonu – por. rez. Bartłomiej Czerwieniec
  - dowódca II plutonu – ppor. rez. Rogowski
  - dowódca III plutonu – ppor. rez. Jan Ziemiec[g]
- dowódca 2 kompanii km
  - kpt. Józef Pawlak (do 26 VIII 1939)[13]
  - por. rez. Emilian Schall[14]

III batalion (batalion KOP „Wołożyn”)
- dowódca – mjr Mieczysław I Sokołowski
- dowódca plutonu łączności – st. sierż. Kapłon
- dowódca 7 kompanii strzeleckiej – kpt. Piotr Tymkiewicz[h][i]
- dowódca 8 kompanii strzeleckiej – por. Bronisław Zając[j]
- dowódca 9 kompanii strzeleckiej – kpt. Aleksander Rybnik[k]
- dowódca 3 kompanii ckm – kpt. Karol Warth[l]
- dowódca plutonu strzeleckiego – por. Marian Stanisław Dołhun[15]

pododdziały specjalne
- dowódca kompanii zwiadu – ppor. rez. Janicki
- dowódca kompanii przeciwpancernej
- dowódca I plutonu – chor. Władysław Sak

### Żołnierze pułku – ofiary zbrodni katyńskiej
Biogramy zamordowanych znajdują się na stronie internetowej Muzeum Katyńskiego
| Nazwisko i imię     | stopień              | zawód                            | miejsce pracy przed mobilizacją   | zamordowany |
| ------------------- | -------------------- | -------------------------------- | --------------------------------- | ----------- |
| Dziedziuk Romuald   | podporucznik rezerwy | nauczyciel                       | szkoła powszechna w Berezweczu    | Katyń       |
| Weber Rudolf        | kapitan              | żołnierz zawodowy                |                                   | Katyń       |
| Anioł Antoni Julian | porucznik            | żołnierz zawodowy                |                                   | Charków     |
| Januszko Piotr      | podporucznik rezerwy | nauczyciel                       | szkoła powszechna w ?             | Charków     |
| Krzyński Mikołaj    | kapitan              | żołnierz zawodowy                |                                   | Charków     |
| Łobacz Antoni       | porucznik            | żołnierz zawodowy                |                                   | Charków     |
| Suroż Włodzimierz   | porucznik rezerwy    | lekarz, dr nauk medycznych       |                                   | Charków     |
| Wajdowicz Zygmunt   | kapitan              | żołnierz zawodowy                |                                   | Charków     |
| Ziemiec Jan         | podporucznik rezerwy | nauczyciel, instruktor harcerski | szkoła powszechna w Ambrosionkach | Charków     |